# جاي س. هاتشينز
جاي س. هاتشينز (بالإنجليزية: J. C. Hutchins)‏ هو كاتب أمريكي، ولد في 26 يناير 1975.